# Флаг Бразильской империи
Фла́г Брази́льской импе́рии (порт. Bandeira do império Brasileiro) — один из государственных символов Бразильской империи, существовавший с 1822 года по 1889 год. Является прототипом современного флага Бразилии; в отличие от современного флага в нём присутствует изображение имперского герба.
Утверждён императором Педру I после войны за независимость в 1822 году. При его преемнике Педру II он претерпел несколько изменений в дизайне, а после провозглашения республики в 1889 году претерпел существенные изменения; эта версия используется в настоящее время в качестве официального символа Бразилии. Использовался также на территории современного Уругвая до 1828 года, когда Уругвай стал независимым от Бразилии. Является одним из самых используемых в истории страны по длительности[что?].
Жёлтый и зелёный цвета на флаге обозначают династические дома императора Педру I и его жены Марии Леопольдины Австрийской.

## История

### Португальская колония
В 1500 году территория Бразилии становится колонией Португальской колониальной империи. Новая колония не имела государственного флага — в качестве официального символа использовался флаг метрополии, который официально использовался на протяжении всего колониального периода. Первыми бразильскими вексиллологическими символами стали частные морские флаги, используемые португальскими торговыми судами, ходившими в Бразилию. Флаг с  полосами национальных цветов Португалии — зелёными и белыми — использовался до 1692 года. После 1692 года он не использовался торговыми кораблями, направлявшихся в Бразилию и стал флагом торговых судов прибрежной Португалии. Новый флаг представлял белое поле с золотой армиллярной сферой.